# Никола Љуца
Никола Љуца (Београд, 22. октобар 1985) српски је филмски редитељ.

## Беографија
Рођен је 22. октобра 1985. године у Београду. Завршио је филмску режију на Факултету драмских уметности у Београду, у класи Слободана Шијана и Стефана Арсенијевића. Говори енглески и италијански језик. Његови филмови „Четвртак”, „Наредник” и „Сцене са женама” приказивани су на бројним међународним и домаћим фестивалима на којима су освајали и награде. Полазник је Сарајево талент кампуса, Берлинале скрипт стејшна и Акедемије за филмску продукцију у Локарну. Његов први дугометражни играни филм „Влажност” је имао светску премијеру на Берлинском филмском фестивалу у програму Форум 2016. године, након чега је освојио већину националних филмских награда и учествовао на још преко 20 међународних фестивала. Тренутно снима дугометражни документарни хибрид „Топли филм” и ради на пројекту за филм „Звечарке”.

## Филмографија
| Год. | Назив            | Жанр | Награда |
| ---- | ---------------- | ---- | --- |
| 2008 | Почетак лета     |      | |
| 2010 | Четвртак         |      | Филмска смотра „Синема сити” - Награда за најбољи филм млађих аутора чији буџет није премашио 10.000 долара |
| 2011 | Сцене са женама  |      | |
| 2012 | Наредник         |      | |
| 2016 | Влажност         |      | 44. Фест - „Београдски победник” за најбољи филм; 44. Фест - Најбоља режија; 44. Фест - Награда Небојша Ђукелић; Златну звезду за најбољи филм на 15. Фестивалу европског филма „Синедејс” у Скопљу; Специјална награда жирија на фестивалу у Валенсији |
| 2016 | Код за бољи свет |      | |
| 2024 | Топли филм       |      | |
| 2025 | Звечарке (филм)  |      | |